# Steeple Langford
Steeple Langford är en ort och civil parish i Storbritannien.   Den ligger i grevskapet Wiltshire och riksdelen England, i den södra delen av landet, 130 km väster om huvudstaden London. Steeple Langford ligger 71 meter över havet och antalet invånare är 515.
Terrängen runt Steeple Langford är huvudsakligen platt. Steeple Langford ligger nere i en dal. Runt Steeple Langford är det ganska tätbefolkat, med 120 invånare per kvadratkilometer. Närmaste större samhälle är Salisbury, 13,0 km sydost om Steeple Langford. Trakten runt Steeple Langford består till största delen av jordbruksmark.